# Thérèse-De Blainville (circonscription fédérale)
Ne doit pas être confondu avec la municipalité régionale de comté de Thérèse-De Blainville.
Circonscription électorale fédérale du Canada
Thérèse-De Blainville est une circonscription électorale fédérale au Québec (Canada).

## Géographie
Elle correspond à la partie de la municipalité régionale de comté de Thérèse-De Blainville constituée des villes de Blainville, Bois-des-Filion, Lorraine et de Sainte-Thérèse, dans la région des Laurentides.

## Historique
La circonscription de Thérèse-De Blainville est constituée lors du redécoupage électoral de 2013 en détachant la ville de Blainville de l'ancienne circonscription de Terrebonne—Blainville et les villes de Sainte-Thérèse, Lorraine et Bois-des-Filion de la circonscription de Marc-Aurèle-Fortin.

## Députés
| Législature                                                                | Années        | Député             | Parti | Parti          |
| -------------------------------------------------------------------------- | ------------- | ------------------ | ----- | -------------- |
| Thérèse-De Blainville issue de Marc-Aurèle-Fortin et Terrebonne—Blainville |               |                    |       |                |
| 42e                                                                        | 2015–2019     | Ramez Ayoub        |       | Libéral        |
| 43e                                                                        | 2019–2021     | Louise Chabot      |       | Bloc québécois |
| 44e                                                                        | 2021–2025     | Louise Chabot      |       | Bloc québécois |
| 45e                                                                        | 2025–en cours | Madeleine Chenette |       | Libéral        |